# Lins (gemeente)
Lins is een gemeente in de Braziliaanse deelstaat São Paulo. De gemeente telt 73.183 inwoners (schatting 2009).
De plaats is de zetel van het rooms-katholieke bisdom Lins.

## Aangrenzende gemeenten
De gemeente grenst aan Cafelândia, Guaiçara, Getulina, Guaimbê en Sabino.